# Francesco Moriero
Francesco Moriero (Lecce, 1969. március 31. –) olasz válogatott labdarúgó, edző.

## Pályafutása

### Klubcsapatokban
A Leccében született Moriero szülővárosa csapatában, az US Leccében kezdett játszani, az 1986-87-es szezonban, még a másodosztályban. A következő idényben harmincöt meccsen játszott, melyeken háromszor talált be, ezzel feljutott az első osztályba. A Serie A-ban két szezont játszott a Leccében, nyolcvanhat találkozón négy gólt szerezve, majd a csapat ismét kiesett a másodosztályba. Az 1991-92-es idényben Moriero karriercsúcsot állított fel harmincnégy bajnokin szerzett hat találatával. 1992-ben Cagliariba igazolt, ahol a következő idényben bejutott az UEFA-kupa elődöntőjébe.
1994-ben 8,5 milliárd líráért a Romához igazolt. Három szezon és hetvenöt bajnoki alatt a klub fontos figurájává nőtte ki magát, és ezalatt az idő alatt nyolc gólt is jegyzett. 1997-ben már előszerződést írt alá a Milannal, azonban végül a városi rivális Internél kötött ki. A piros-feketék kárpótlásul, egyfajta csereüzletként André Cruz játékjogát kapták meg.
Az Inter színeiben 1997. augusztus 31-én mutatkozott be, a Brescia Calcio ellen. Karrierje legsikeresebb időszaka következett, ugyanis ebben az idényben a kék-fekete gárdával sikerült elhódítania a kupát. A kupasorozatban egy emlékezetes, ollózós gólt is szerzett a svájci Xamax ellen. A nerazzurri a bajnokságban nem volt ilyen sikeres, ugyanis a  scudettóért folytatott harcban végül alulmaradt a Juventusszal szemben. Bár a következő évben kevesebbet játszott Marcello Lippi irányítása alatt, és az Inter szezonja sem sikerült igazán jól, így is kupadöntőt játszhatott, majd a Napolihoz szerződött.
A 2000-01-es szezonban tizennégy összecsapáson lépett pályára, melyeken egyszer talált be, azonban ez a tény sem tudta megakadályozni azt, hogy a Napoli a szezon végén kiessen a Serie A-ból. 2002-ben, a másodosztályban fejezte be pályafutását. A legmagasabb osztályban végül összesen 287 bajnokin lépett pályára, melyeken huszonegy alkalommal talált az ellenfelek hálójába. Ismert volt az úgynevezett „cipőpucolós” gólörömökről, vagyis amikor egy csapattársa gólt szerzett, Moriero a gólöröm során úgy tett, mintha a gólszerző cipőjét tisztítgatná.

### A válogatottban
Egy U21-es meccs után, melyet 1990. február 7-én, Görögország ellen játszott, nyolc évvel később a felnőttválogatottban is bemutatkozhatott. Első meccsét 1998. január 28-án, a szlovákok ellen játszotta. A következő fellépésén, Paraguay ellen megszerezte első (és egyben utolsó) két gólját a válogatottban, ebből az egyiket ollózásból, ez a fajta gól a védjegyének számított.
Részt vett az 1998-as vb-n, ahol az olaszok a negyeddöntőben, Franciaország ellen búcsúztak tizenegyespárbaj után. Egy gólpasszt adott, Christian Vieri góljánál Kamerun ellen.

### Edzőként
2006-ban, szinte rögtön azután, hogy befejezte tanulmányait a covercianói edzőképzőben, rögtön munkát is kapott, az elefántcsontparti Africa Sportsnál. 2007 júliusában az Africa Sports kirúgta Morierót, helyére segítőjét, Salvatore Nobilét nevezte ki. Egy bő héttel később Morierónak ismét volt állása, ezúttal a harmadosztályú Lanciano kispadjára ült le. Egy évvel később már a Crotonénél dolgozott, és feljuttatta a csapatot a másodosztályba.
A 2009-2010-es szezonban a Frosinonénál dolgozott. 2010 őszén a Grosseto élére nevezték ki, azonban már januárban el is bocsátották a gyenge eredmények miatt. A 2012-13-as idény elején ismét ő lett a Grosseto vezetőedzője, azonban ezúttal sem töltötte ki a teljes szezont a kispadon, ugyanis már októberben kirúgták.
Ezt követően két, hasonlóan rövid megbízatás következett, először korábbi klubja, a Lecce, majd a Catanzaro élén.

## Sikerei, díjai
- UEFA-kupa-győztes: 1997-98